# Crinum politifolium
Crinum politifolium là một loài thực vật có hoa trong họ Amaryllidaceae. Loài này được R.Wahlstr. mô tả khoa học đầu tiên năm 1982.